# Rahay
Rahay ist eine französische Gemeinde mit 160 Einwohnern (Stand: 1. Januar 2022) im Département Sarthe in der Region Pays de la Loire. Sie gehört zum Kanton Saint-Calais und zum Arrondissement Mamers.  Die Bewohner nennen sich Rahaysiens.
Sie grenzt im Nordwesten an Conflans-sur-Anille und Berfay, im Norden an Valennes, im Osten an Baillou, im Südosten an Sargé-sur-Braye, im Süden an Marolles-lès-Saint-Calais und im Südwesten an Saint-Calais.

## Bevölkerungsentwicklung
| Jahr      | 1962 | 1968 | 1975 | 1982 | 1990 | 1999 | 2007 | 2017 |
| --------- | ---- | ---- | ---- | ---- | ---- | ---- | ---- | ---- |
| Einwohner | 418  | 336  | 263  | 203  | 189  | 220  | 198  | 158  |

## Sehenswürdigkeiten

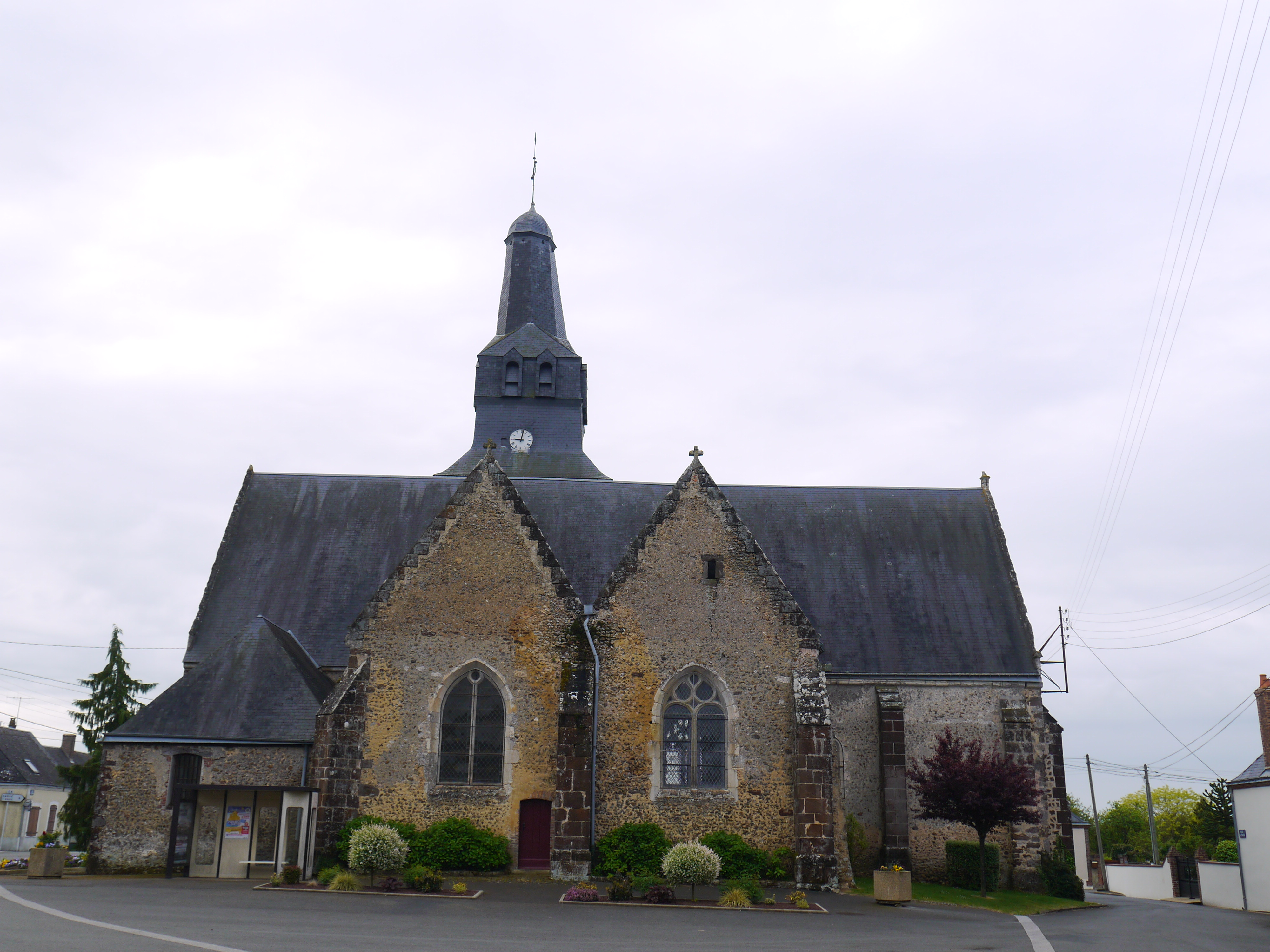
Kirche Saint-Germain

- Kirche Saint-Germain